# ایستگاه متروی میدان گارگین نژده
میدان گارگین نژده (ارمنی: Գարեգին Նժդեհի Հրապարակ سابقاً «میدان اسپانداریان») ایستگاه متروی ایروان می‌باشد. در ۴ ژانویه ۱۹۸۷ برای عموم گشایش یافت و در میدان گارگین نژده واقع شده است.

## نگارخانه

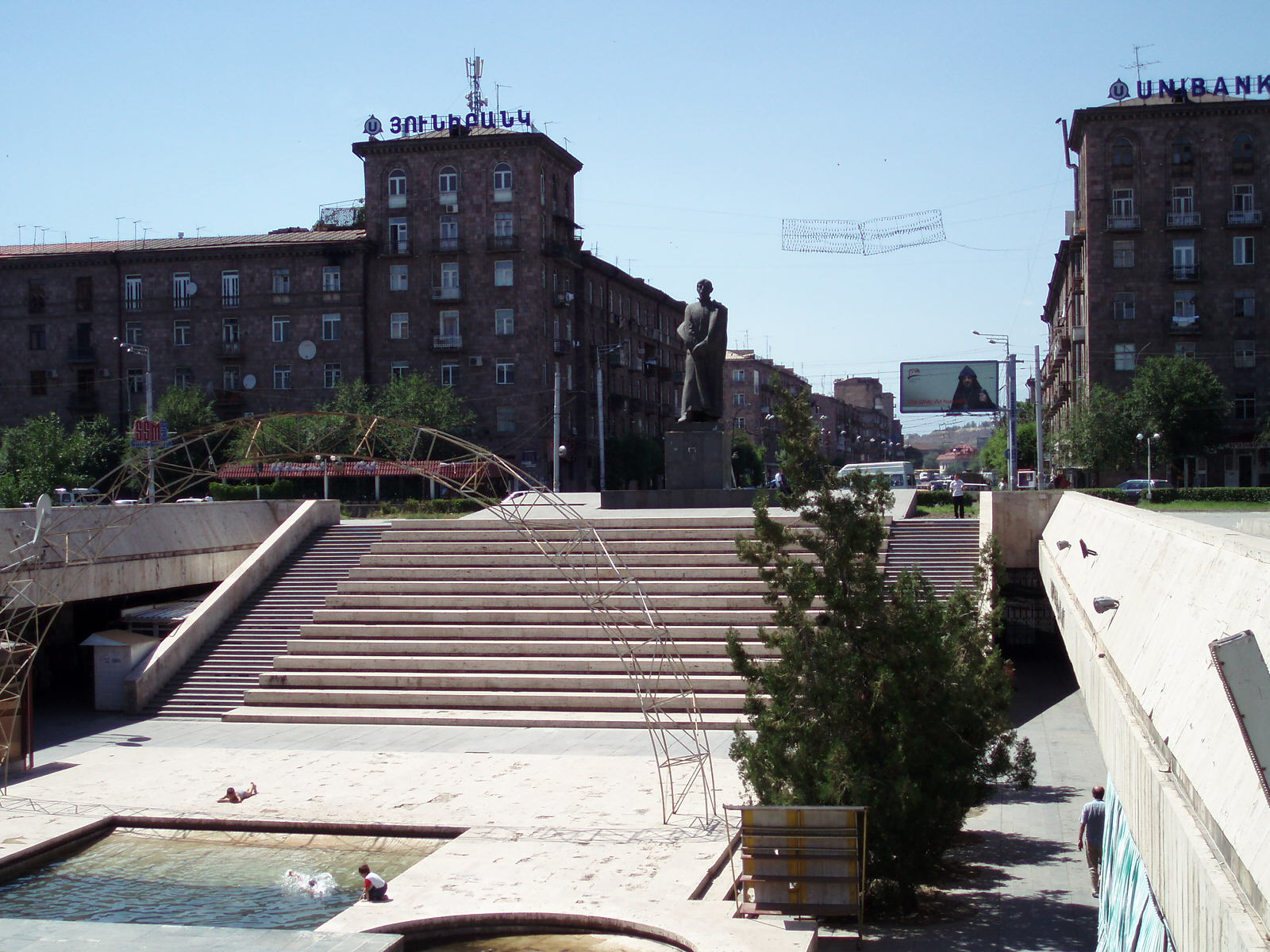
ورودی به ایستگاه
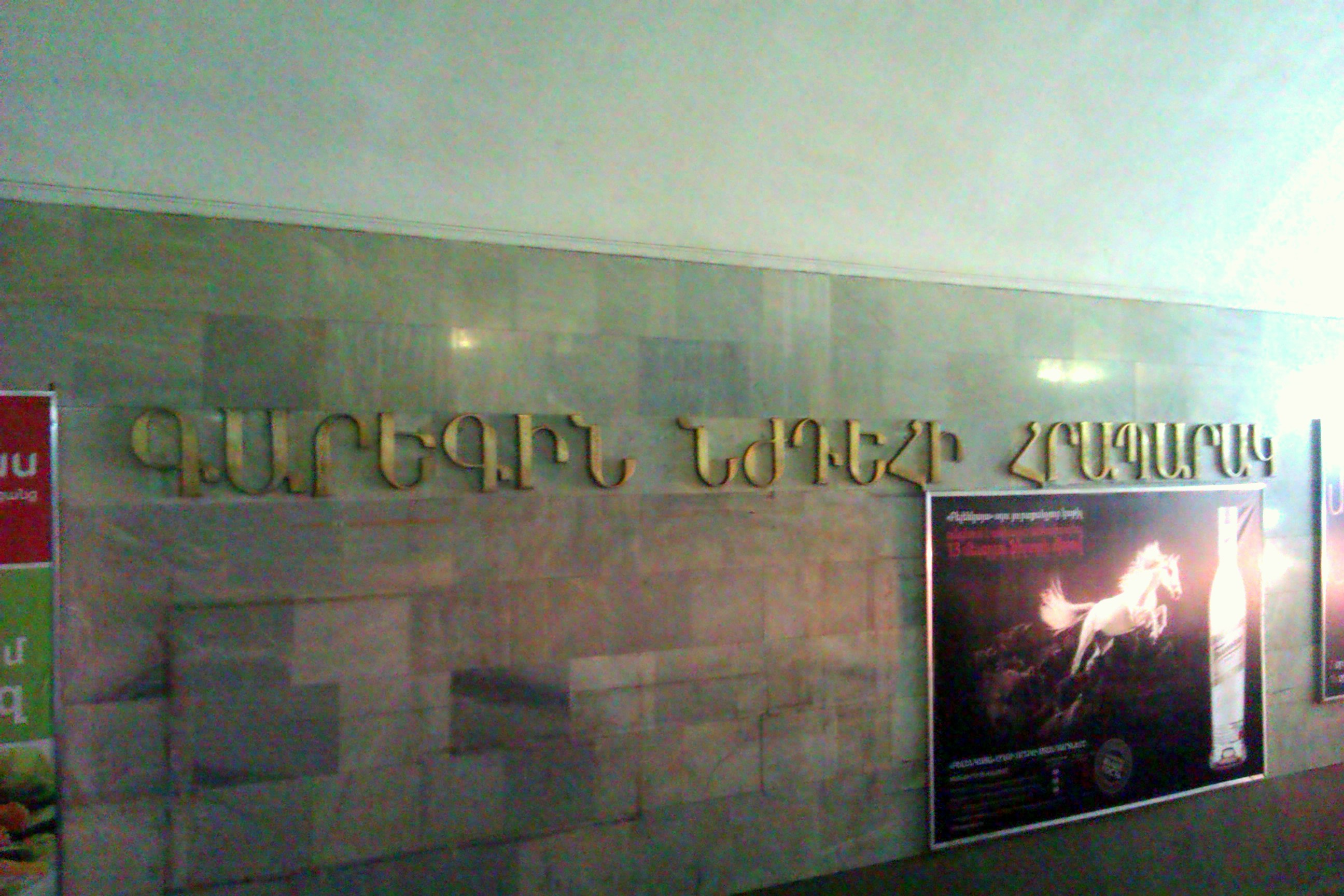
داخل ایستگاه